# Communauté de communes de la Vallée de la Dordogne
La communauté de communes de la Vallée de la Dordogne est une ancienne communauté de communes française située dans le département de la Dordogne, en région Aquitaine.
Elle faisait partie du Pays du Périgord noir.

## Historique
La communauté de communes de la Vallée de la Dordogne a été créée le 29 décembre 1994 à partir de quatre communes pour une prise d'effet au 1er janvier 1995.
Elle s'est agrandie progressivement avec l'arrivée d'autres communes :
- Mouzens le 29 décembre 1995,
- Allas-les-Mines le 23 décembre 1996,
- Meyrals le 22 décembre 1999,
- Bézenac, Berbiguières et Marnac le 31 décembre 2001,
- Castels le 17 décembre 2004.

La fusion entre la communauté de communes Entre Nauze et Bessède et celle de la Vallée de la Dordogne est effective au 1er janvier 2014. La nouvelle entité, créée par l'arrêté préfectoral no 2013149-0009 du 29 mai 2013, porte le nom de communauté de communes Vallée de la Dordogne et Forêt Bessède.

## Composition
La communauté de communes de la Vallée de la Dordogne regroupait onze communes : Siorac-en-Périgord et dix des quatorze communes du canton de Saint-Cyprien (dont étaient absentes Les Eyzies-de-Tayac-Sireuil, Saint-Chamassy, Saint-Vincent-de-Cosse et Tursac) :
1. Allas-les-Mines
2. Audrix
3. Berbiguières
4. Bézenac
5. Castels
6. Coux-et-Bigaroque
7. Marnac
8. Meyrals
9. Mouzens
10. Saint-Cyprien
11. Siorac-en-Périgord

## Politique et administration
| Période                                  | Période       | Identité         | Étiquette | Qualité                    |
| ---------------------------------------- | ------------- | ---------------- | --------- | -------------------------- |
| ?                                        | avril 2008    | Pierre Mounet    | SE        | Maire de Saint-Cyprien     |
| avril 2008                               | décembre 2013 | Michel Rafalovic | DVD       | Maire de Coux-et-Bigaroque |
| Les données manquantes sont à compléter. |               |                  |           |                            |

## Compétences
- Action de développement économique
- Action sociale
- Activités culturelles ou socioculturelles
- Activités péri-scolaires
- Aires d'accueil pour les gens du voyage
- Assainissement collectif
- Collecte des déchets des ménages et déchets assimilés
- Environnement
- Préfiguration et fonctionnement des Pays
- Tourisme
- Traitement, adduction et distribution de l'eau
- Voirie
- Zones d'activités industrielle, commerciale, tertiaire, artisanale ou touristique
- Zones d'aménagement concerté (ZAC)

### Sources
- Le SPLAF (Site sur la Population et les Limites Administratives de la France)
- La base ASPIC de la Dordogne - (Accès des Services Publics aux Informations sur les Collectivités)